# Consistórios de Adriano VI
O Papa Adriano VI (1522-1523) criou apenas um novo cardeal no consistório celebrado em 10 de setembro de 1523:

## 10 de Setembro de 1523
1. Willem van Enckevoirt , bispo de Tortosa e datary de Sua Santidade - cardeal-sacerdote de SS. Giovanni e Paolo, † 19 de julho de 1534

## Referência
- The Cardinals of the Holy Roman Church